# Шпигун у масці
«Шпигун у масці» (пол. Szpieg w masce) — польський фільм-мелодрама 1933 року, поставлений режисером Мечиславом Кравічем.

## Сюжет
Професор Скальський (Єжи Лещинський) прагне звільнити людство від страшного і жорстокого лиха — війни. З цією метою він працює над створенням променів, які були би в змозі на відстані зупинити всі двигуни, передусім літаків противника. Тим часом його робота цікавить іноземну державу. Її агент, співачка і танцівниця Рита (Ганка Ордонувна), отримала наказ спокусити сина професора Єжи, щоб з його допомогою викрасти винахід. Виконання Ритою завдяння ускладнює справжнє кохання…

## У ролях

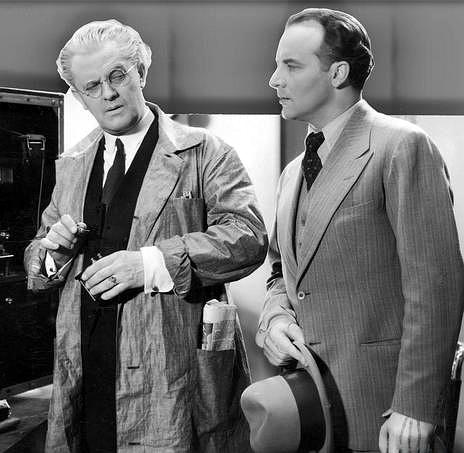
Єжи Лещинський (ліворуч) та Іґо Сим у кадрі з фільму

| Єжи Лещинський       | ···· | професор Скальський                   |
| Ганка Ордонувна      | ···· | Рита Гольм                            |
| Єжи Піхельський      | ···· | інженер Єжи Скальський                |
| Богуслав Самборський | ···· | Педро, власник «До-ре-мі»             |
| Іґо Сим              | ···· | шеф польської контррозвідки           |
| Лєна Желіховська     | ···· | співробітниця польської контррозвідки |
| Здзіслав Карчевський | ···· | Альберт                               |

## Знімальна група
- Автори сценарію — Антоні Марчинський, Мечислав Кравіч
- Режисер-постановник — Мечислав Кравіч
- Продюсер — Станіслав Шебеґо
- Композитор — Генрик Варс
- Оператор — Збігнєв Гняздовський
- Художник-постановник — Яцек Ротміль
- Звук — Александр Свідницький

## Цікаві факти
Спеціально для фільму композитор Генрик Варс написав дві пісні на слова Юліана Тувіма (під псевдонімом Ольдлен), які виконує Ганка Ордонувна: «На перший знак» (Na pierwszy znak) та «Кохання тобі усе пробачить» (Miłość ci wszystko wybaczy). Саме друга пісня стала, візитівкою Ганки Ордонувни і символом тієї епохи.